# Trachymene flabellifolia
Trachymene flabellifolia är en flockblommig växtart som beskrevs av Buwalda. Trachymene flabellifolia ingår i släktet Trachymene och familjen flockblommiga växter. Inga underarter finns listade i Catalogue of Life.